# 18. leden
18. leden je 18. den roku podle gregoriánského kalendáře. Do konce roku zbývá 347 dní (348 v přestupném roce). Svátek v Česku má Vladislav.

## Události

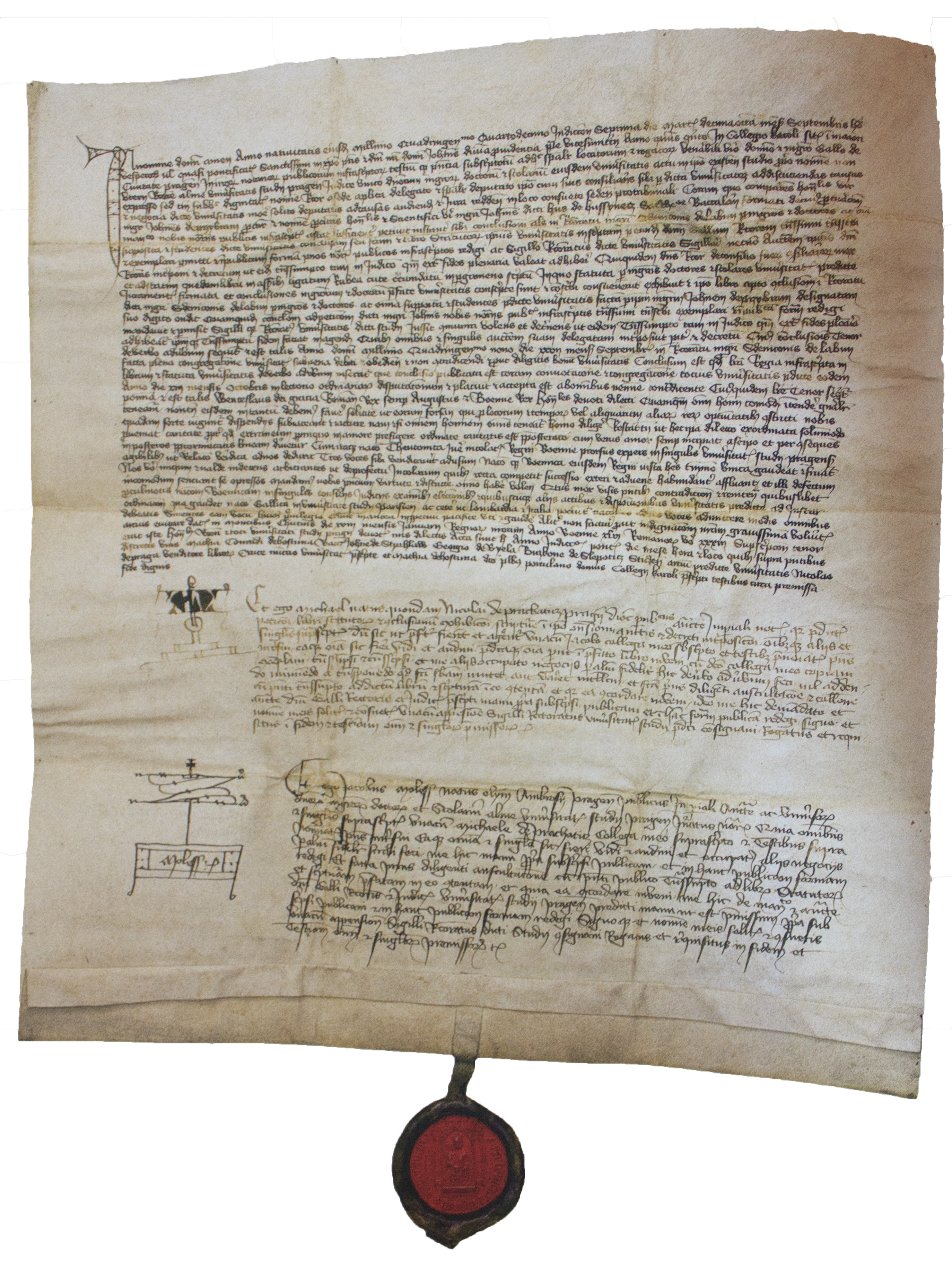
Dekret kutnohorský (1409)

### Česko
- 1409 – Václav IV. vydal Dekret kutnohorský, kterým omezil vliv cizinců na pražské univerzitě.
- 1878 – Architekt Vilém Tierhier spadl během potyčky s šéfredaktorem J. S. Skrejšovským v redakci deníku Politik přes zábradlí v prvním patře a vážně se zranil, čímž vyvrcholily spory ve staročeské straně.
- 1912 – V Praze se konala VI. ilegální všeruská konference Sociálně demokratické strany Ruska.
- 1925 – Lidové noviny začaly pravidelně otiskovat křížovky.
- 1969 – V Moravském krasu byla objevena Amatérská jeskyně.

### Svět
- 1486 – Anglický král Jindřich VII. Tudor se ve Westminsterském opatství oženil s Alžbětou z Yorku, dcerou anglického krále Eduarda IV.
- 1535 – Francisco Pizarro založil Limu.
- 1701 – Kurfiřt Fridrich III. se prohlásil „Králem v Prusku“ jako Fridrich I. a vzniklo Pruské království.
- 1795 – Zanikla Republika spojených nizozemských provincií.
- 1871 – V Zrcadlovém sále ve francouzském zámku Versailles byl pruský král Vilém I. prohlášen německým císařem, čímž současně došlo k prvnímu sjednocení Německa jako Německého císařství.
- 1911 – Americký letec Eugene Burton Ely se stal prvním pilotem, který dokázal přistát s letadlem na palubě lodi - křižníku USS Pennsylvania.
- 1919 – Ve Versailles byla zahájena Pařížská mírová konference.
- 1945 – Rudá armáda osvobodila Krakov.
- 2002 – Občanskou válku v Sierra Leone slavnostně vyhlásil prezident Ahmad Tejan Kabbah dva dny po zřízení zvláštního soudu za ukončenou.
- 2007 – Přes Evropu se přehnal orkán Kyrill, 47 lidí zahynulo, milión se ocitl bez proudu.  Škoda byla vyčíslena na 10 miliard US dolarů.
- 2009 – Skončila válka v Gaze.

## Narození
Automatický abecedně řazený seznam viz Kategorie:Narození 18. ledna

### Česko

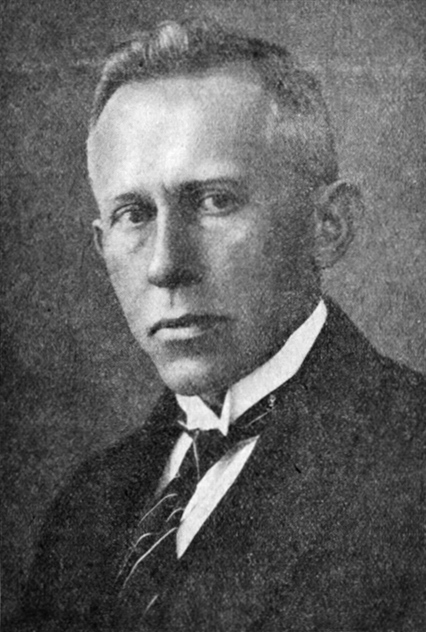
Karel Sokol Elgart (* 1874)

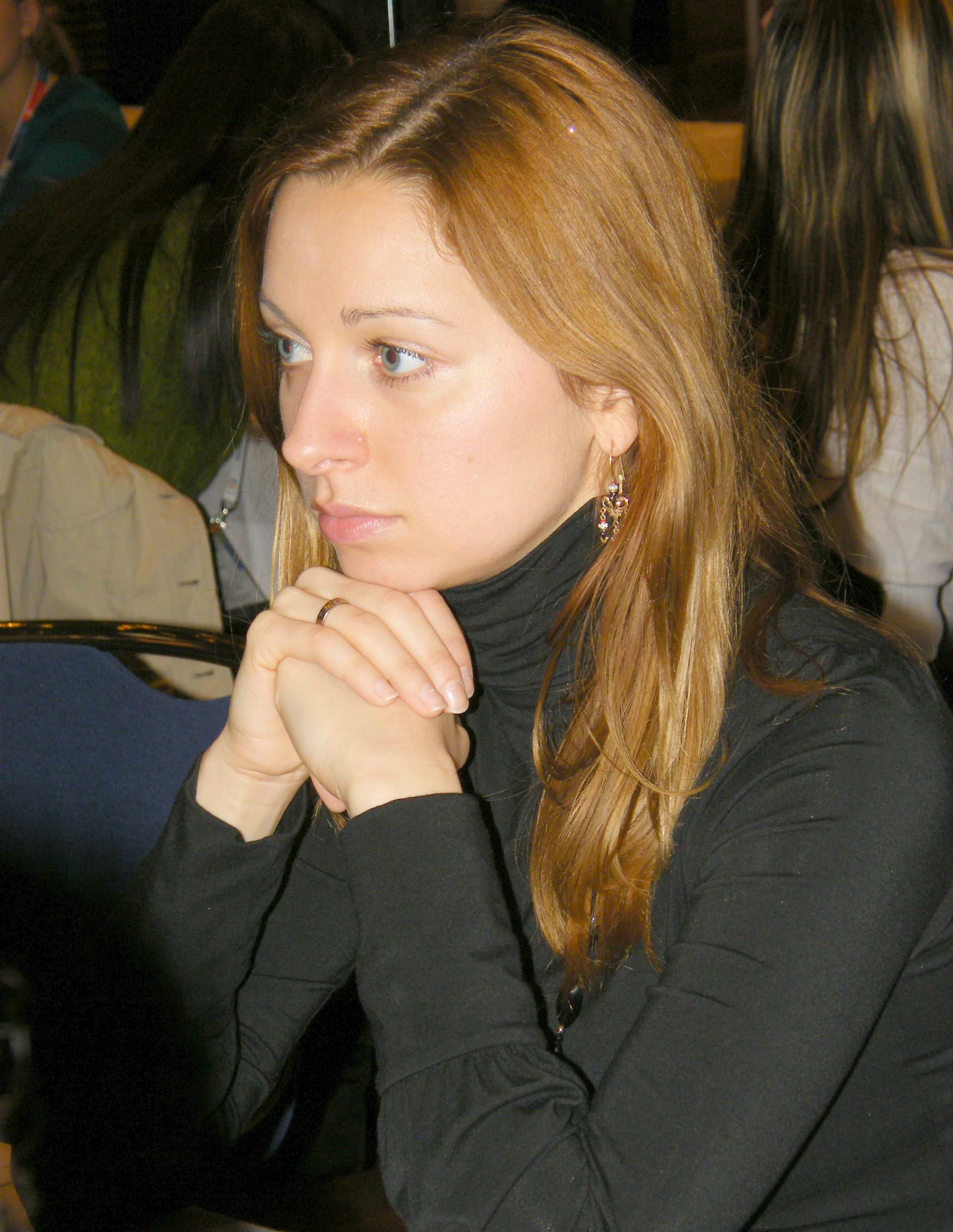
Regina Pokorná (* 1982)

- 1703 – Alanus Plumlovský, katolický kněz a hudební skladatel († 2. května 1759)
- 1751 – Ferdinand Kauer, rakouský hudební skladatel, houslista, klavírista a dirigent narozený v Čechách († 13. dubna 1831)
- 1807 – Josef Wenzig, spisovatel a operní libretista († 28. srpna 1876)
- 1829 – Emanuel Salomon Friedberg-Mírohorský, voják a malíř († 10. prosince 1908)
- 1837
  - Josef Herbig, poslanec Českého zemského sněmu († 12. října 1910)
  - Josef Šimáček, vinař († 29. prosince 1904)
- 1839
  - Norbert Javůrek, lékař a hudební skladatel († 29. ledna 1880)
  - František Vinkler, novinář, překladatel, společenský organizátor na Mělnicku, defraudant († 6. července 1899)
- 1854 – Jaromír Břetislav Košut, orientalista († 3. prosince 1880)
- 1864 – Josef Jelinek, brněnský podnikatel a politik německé národnosti († 22. května 1934)
- 1869 – Jaroslav Dlouhý, kněz a náboženský spisovatel († 26. července 1929)
- 1873
  - Anton Gnirs, český, německy mluvící učitel, archeolog, konzervátor, archivář a historik († 10. prosince 1933)
  - Marie Ptáková, herečka († 25. ledna 1953)
- 1874 – Karel Sokol Elgart, spisovatel, dramatik a literární kritik († 21. července 1929)
- 1879 – František Stupka, dirigent, houslista a pedagog († 24. listopadu 1965)
- 1883 – Vít Skála, malíř, scénograf a režisér († 28. července 1967)
- 1888 – Franz Josef Arnold, městský architekt v Ústí nad Labem († 15. února 1962)
- 1890 – Antonín Pokorný (skladatel), violista a hudební skladatel († 1975)
- 1891 – Karel Pokorný, sochař († 14. února 1962)
- 1896 – Antonín Zhoř, spisovatel († 31. března 1965)
- 1904 – Antonín Kleveta, kněz, teolog a politický vězeň († 16. května 1969)
- 1909 – Jan Jaroš, kněz, pedagog, právník, kanonista a teolog († 21. března 1985)
- 1912 – František Franěk, účastník čs. protinacistického odboje († 22. července 1995)
- 1913 – Svatopluk Sova, fotograf († 8. srpna 1984)
- 1922 – Milan Jungmann, literární kritik († 27. ledna 2012)
- 1926 – Ivo Mrázek, basketbalový hráč a trenér
- 1930 – Vladislav Sekal, zápasník
- 1937
  - Karel Srp starší, hudební publicista, předseda Jazzové sekce
  - Antonín Klimek, historik († 9. ledna 2005)
  - Hana Tomanová, politička
- 1938 – Eva Nováková, politička
- 1939 – Jana Červenková, spisovatelka
- 1941 – Miloš Grim, anatom, histolog, embryolog a cytolog
- 1953 – Otakar Divíšek, politik z Hradce Králové
- 1954
  - Josef Tomeš, historik
  - Hana Kantorová, politička
- 1956 – Josef Carda, herec, bavič a moderátor
- 1957 – Teodor Černý, cyklista
- 1958 – Jiří Kašný, teolog
- 1965 – Jaromír Strnad, český politik
- 1976 – Pavel Mareš, fotbalový obránce
- 1977
  - Libor Baláž, fotbalista
  - Ota Fukárek, tenista
- 1982 – Jiří Beran, sportovní šermíř
- 1983 – Jaroslav Kracík, hokejista

### Svět

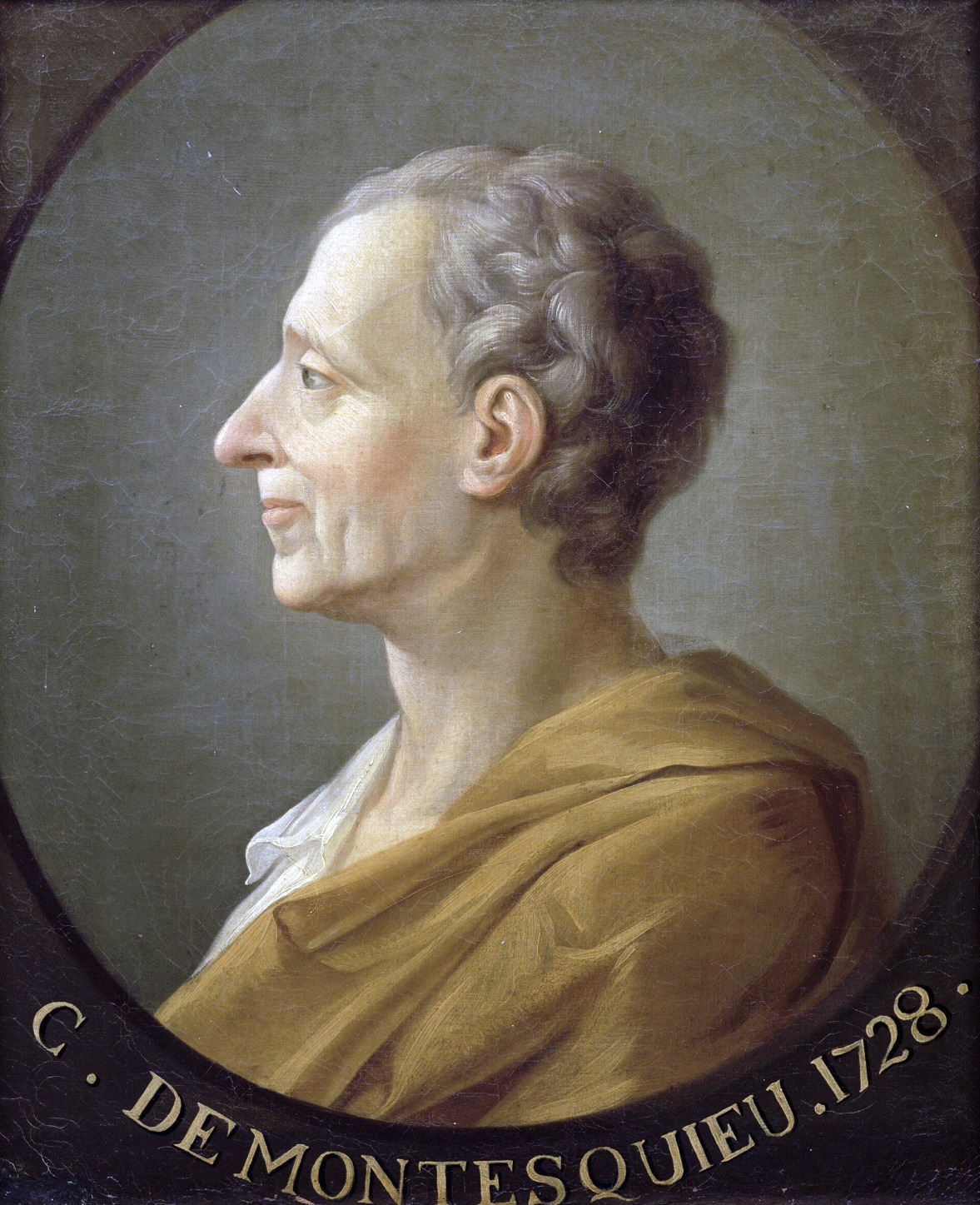
Charles Louis Montesquieu (* 1689)

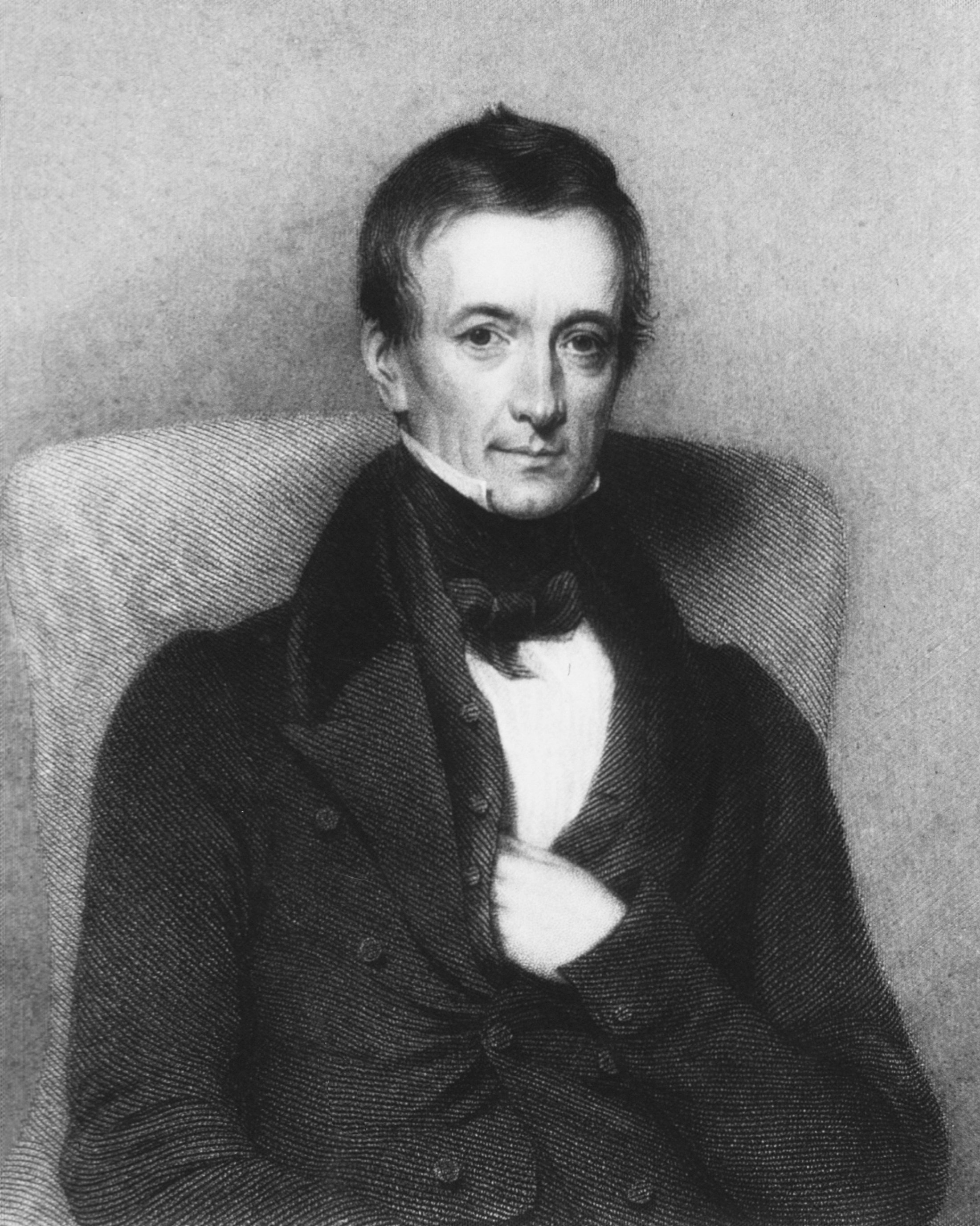
Peter Roget (* 1779)

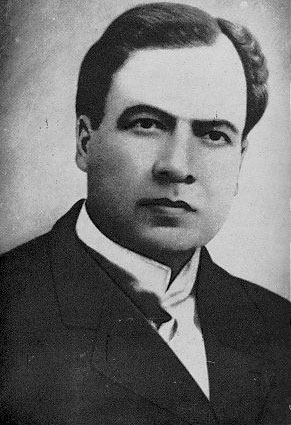
Rubén Darío (* 1867)

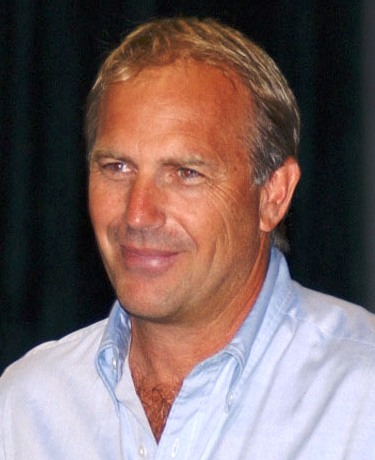
Kevin Costner (* 1955)

- 1519 – Isabela Jagellonská, manželka uherského vzdorokrále Jana Zápolského († 15. září 1559)
- 1540 – Kateřina, vévodkyně z Braganzy, portugalská infantka († 15. listopadu 1614)
- 1636 – Ján Burius, slovenský evangelický kazatel, historik a spisovatel († 1689)
- 1669 – Marie Antonie Habsburská, dcera císaře Leopolda I., manželka bavorského kurfiřta Maxmiliána II. Emanuela († 24. prosince 1692)
- 1689 – Charles Louis Montesquieu, francouzský filozof a spisovatel († 10. února 1755)
- 1702 – Sava II. Petrović-Njegoš, černohorský vladyka († 9. března 1782)
- 1752 – John Nash, anglický architekt († 13. května 1835)
- 1755 – Ondrej Plachý, slovenský evangelický farář a spisovatel († 7. srpna 1810)
- 1764 – Charles Alain de Rohan, francouzský voják a šlechtic z rodu Rohanů († 24. dubna 1836)
- 1779 – Peter Roget, britský vědec († 12. září 1869)
- 1782 – Daniel Webster, americký politik († 24. října 1852)
- 1808 – Vilemína Dánská, dánská korunní princezna († 30. května 1891)
- 1813 – Joseph Glidden, vynálezce ostnatého drátu († 9. října 1906)
- 1815 – Konstantin von Tischendorf, saský teolog († 7. prosince 1874)
- 1835 – César Antonovič Kjui, ruský skladatel († 13. března 1918)
- 1841 – Emmanuel Chabrier, francouzský skladatel († 13. září 1894)
- 1849 – Edmund Barton, první premiér Austrálie († 7. ledna 1920)
- 1851 – Albert Aublet, francouzský akademický malíř († březen 1938)
- 1852 – Albert Gessmann, předlitavský politik († 7. července 1920)
- 1863 – Oskar Troplowitz, německý lékárník, spoluvynálezce krému Nivea († 27. dubna 1918)
- 1867 – Rubén Darío, nikaragujský básník, diplomat a novinář († 6. února 1916)
- 1871 – Helmar Lerski, fotograf († 19. srpna 1956)
- 1872 – Ivan Bubnov, ruský konstruktér ponorek († 13. března 1919)
- 1876 – Elsa Einsteinová, manželka a sestřenice Alberta Einsteina († 20. prosince 1936)
- 1880 – Paul Ehrenfest, rakouský fyzik a matematik († 25. září 1933)
- 1882 – Alan Alexander Milne, anglický spisovatel († 31. ledna 1956)
- 1884 – Arthur Ransome, anglický spisovatel a novinář († 3. června 1967)
- 1888 – Thomas Sopwith, britský podnikatel v letectví a jachtař († 27. ledna 1989)
- 1891 – Werner Fuchs, německý admirál († 30. června 1976)
- 1892 – Oliver Hardy, americký komik z dvojice Laurel a Hardy († 7. srpna 1957)
- 1893 – Jorge Guillén, španělský básník, pedagog a literární kritik († 6. února 1984)
- 1894 – Béla Szenes, maďarský spisovatel († 26. května 1927)
- 1896 – Ville Ritola, finský atlet, pětinásobný olympijský vítěz 1924–1928 († 24. dubna 1982)
- 1898 – Jovan Kršić, bosenský literární kritik, kulturní historik a překladatel († 24. července 1941)
- 1901 – Želmíra Gašparíková, slovenská jazykovědkyně († 15. prosince 1966)
- 1904 – Cary Grant, anglo-americký herec († 29. listopadu 1986)
- 1905
  - Enrique Ballestrero, uruguayský fotbalista († 11. října 1969)
  - Joseph Bonanno, italsko-americký mafiánský boss († 11. května 2002)
- 1907 – Dionýz Ilkovič, slovenský fyzik († 3. srpna 1980)
- 1909 – Oskar Davičo, srbský básník a prozaik († 30. září 1989)
- 1911 – Marin Franičević, chorvatský básník († 17. července 1990)
- 1913 – Ada Rapošová, slovenská režisérka († 1999)
- 1914 – Arno Schmidt, německý spisovatel a překladatel († 3. června 1979)
- 1915 – Santiago Carrillo, španělský politik († 18. září 2012)
- 1921
  - Antonio Téllez Solá, španělský anarchista, novinář a historik († 27. března 2005)
  - Jóičiró Nambu, americký fyzik, Nobelova cena za fyziku 2008 († 5. července 2015)
- 1922 – Jechezkel Braun, izraelský skladatel († 27. srpna 2014)
- 1924 – Ján Bukovský, vatikánský diplomat slovenského původu († 18. prosince 2010)
- 1925
  - Gilles Deleuze, francouzský filozof († 4. listopadu 1995)
  - Andreas Hillgruber, německý historik († 8. května 1989)
- 1926 – Janko Konstantinov, makedonský architekt († 2010)
- 1930 – Maria de Lourdes Pintasilgová, premiérka Portugalska († 10. července 2004)
- 1931 – Čon Tu-hwan, prezident Jižní Koreje († 23. listopadu 2021)
- 1932 – Robert Anton Wilson, americký spisovatel, filosof, esejista († 11. ledna 2007)
- 1933 – Ray Dolby, americký vědec († 12. září 2013)
- 1935
  - Gad Ja'akobi, ministr izraelských vlád († 27. srpna 2007)
  - Michael Bertiaux, americký okultista a starokatolický biskup
- 1937
  - Jukio Endó, japonský gymnasta, několikanásobný olympijský vítěz († 25. března 2009)
  - John Hume, irský politik, Nobelova cena za mír 1998
  - Luzius Wildhaber, švýcarský právník, předseda Evropského soudu pro lidská práva († 25. března 2009)
- 1938 – Anthony Giddens, britský sociolog
- 1940
  - Lindsay L. Cooper, skotský kontrabasista a violoncellista († 19. června 2001)
  - Pedro Rodríguez, mexický automobilový závodník († 11. července 1971)
- 1941 – Josi Peled, izraelský generál a politik
- 1942 – Martin Fierro, americký jazzový saxofonista, zpěvák, hudební skladatel († 13. března 2008)
- 1943
  - Al Foster, americký jazzový bubeník
  - Dave Greenslade, britský klávesista
- 1944
  - Paul Keating, ministerský předseda Austrálie
  - Legs Larry Smith, britský bubeník
- 1947 – Takeši Kitano, japonský režisér a herec
- 1949 – Philippe Starck, francouzský designér
- 1950
  - Gilles Villeneuve, kanadský automobilový závodník († 8. května 1982)
  - Gianfranco Brancatelli, italský automobilový závodník
- 1951 – Steve Grossman, americký jazzový saxofonista († 13. srpna 2020)
- 1952 – Michael Behe, americký biochemik
- 1955
  - Kevin Costner, americký filmový herec a režisér
  - Frankie Knuckles, americký DJ a hudebník
  - Tibor Nyilasi, maďarský fotbalista
- 1958
  - Brenda Phillips, zimbabwská pozemní hokejistka
  - Jeffrey Williams, americký astronaut
- 1961 – Mark Messier, kanadský hokejista, Veselin Vujović černohorský házenkář
- 1962 – Tamara Gverdciteli, ruská estrádní zpěvačka gruzínského původu
- 1963 – Martin O'Malley, americký politik
- 1966
  - Alexandr Chalifman, ruský šachový velmistr
  - Eva Antalecová, slovenská basketbalistka
- 1969
  - Dave Bautista, americký profesionální wrestler
  - Jim O'Rourke, americký muzikant a hudební producent
- 1971
  - Christian Fittipaldi, brazilský automobilový závodník
  - Josep Guardiola, španělský fotbalista
- 1974 – Claire Belgická, belgická princezna
- 1978
  - Thor Hushovd, norský cyklista
  - Bogdan Lobonț, rumunský fotbalista
- 1979 – Paulo Ferreira, portugalský fotbalista
- 1980 – Jason Segel, americký herec
- 1981 – Olivier Rochus, belgický tenista
- 1982
  - Joanna Newsom, americká harfistka
  - Regina Pokorná, slovenská šachová velmistryně
- 1983
  - Nikolaj Kuzovlev, ruský horolezec
  - Samantha Mumba, irská zpěvačka a herečka
- 1984
  - Maarja Kivi, estonská zpěvačka
  - Johanna Salomaa, finská zpěvačka a skladatelka
- 1985 – Oluwafemi Ajilore, nigerijský fotbalový záložník
- 1987 – Johan Djourou, švýcarský fotbalista
- 1988 – Angelique Kerberová, německá tenistka
- 1992 – Emily Kemp, kanadská orientační běžkyně
- 1997 – Blair Kinghorn, skotský ragbista
- 1999 – Nicolas Martins, portugalský ragbista
- 2000 – Andrés Balanta, kolumbijský fotbalista († 29. listopadu 2022)

## Úmrtí
Automatický abecedně řazený seznam viz Kategorie:Úmrtí 18. ledna

### Česko

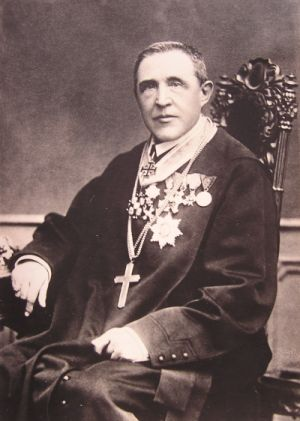
Beda Dudík († 1890)

- 1174 – Vladislav II., český kníže a král (* okolo 1110)
- 1411 – Jošt Moravský, moravský markrabě (* asi 1351)
- 1890 – Beda Dudík, moravský historik (* 29. ledna 1815)
- 1894 – Josef Šícha, lékař a politik (* 18. září 1810)
- 1903
  - Jindřich Opper, novinář (* 28. prosince 1825)
  - Emanuel Krescenc Liška, malíř a ilustrátor (* 19. dubna 1852)
- 1906 – Karel Kořistka, geodet (* 7. února 1825)
- 1915
  - František Niklfeld, poslanec Českého zemského sněmu a starosta Přibyslavi (* 8. prosince 1841)
  - Štefan Furdek, kněz, spisovatel a organizátor komunity slovenských imigrantů v USA (* 2. září 1855)
- 1922 – Ferdinand Pečírka, profesor dermatologie a venerologie (* 27. května 1859)
- 1923 – Václav Burger, československý ministr železnic (* 13. dubna 1859)
- 1933 – Bohumír Jaroněk, zakladatel skanzenu v Rožnově pod Radhoštěm (* 23. dubna 1866)
- 1934 – Otakar Ševčík, houslista (* 22. března 1852)
- 1945 – Josef Žižka, výsadkář (* 10. října 1913)
- 1953 – Mirko Štork, operní pěvec, tenorista (* 2. července 1880)
- 1954 – Josef Podpěra, botanik (* 7. listopadu 1878)
- 1960 – Václav Vacek, československý politik (* 11. září 1877)
- 1961 – Alois Bílek, malíř, grafik, ilustrátor a architekt (* 15. června 1887)
- 1963 – František Černý, herec, filmový zvukař a architekt (* 2. července 1904)
- 1971 – František Maxián, klavírista a pedagog (* 9. listopadu 1907)
- 1972 – Bohumil Turek, motocyklový a automobilový závodník (* 26. května 1901)
- 1975 – Ladislav Heger, překladatel z germánských jazyků (* 3. února 1902)
- 1984 – Jiří Mayer, právník a spisovatel (* 23. července 1902)
- 1990 – Leopold Hofman, odbojář, komunistický politik, disident (* 15. listopadu 1913)
- 1993 – Václav Šprungl, malíř a grafik (* 1. listopadu 1926)
- 1995 – Jaroslav Hořánek, malíř, ilustrátor, grafik a pedagog (* 5. prosince 1925)
- 1998 – Jiří Hartman z Lichtenštejna, kníže (* 11. listopadu 1911)
- 2003 – Miroslav Parák, malíř (* 4. dubna 1940)
- 2014 – Milan Kajkl, hokejový obránce (* 14. května 1950)

### Svět

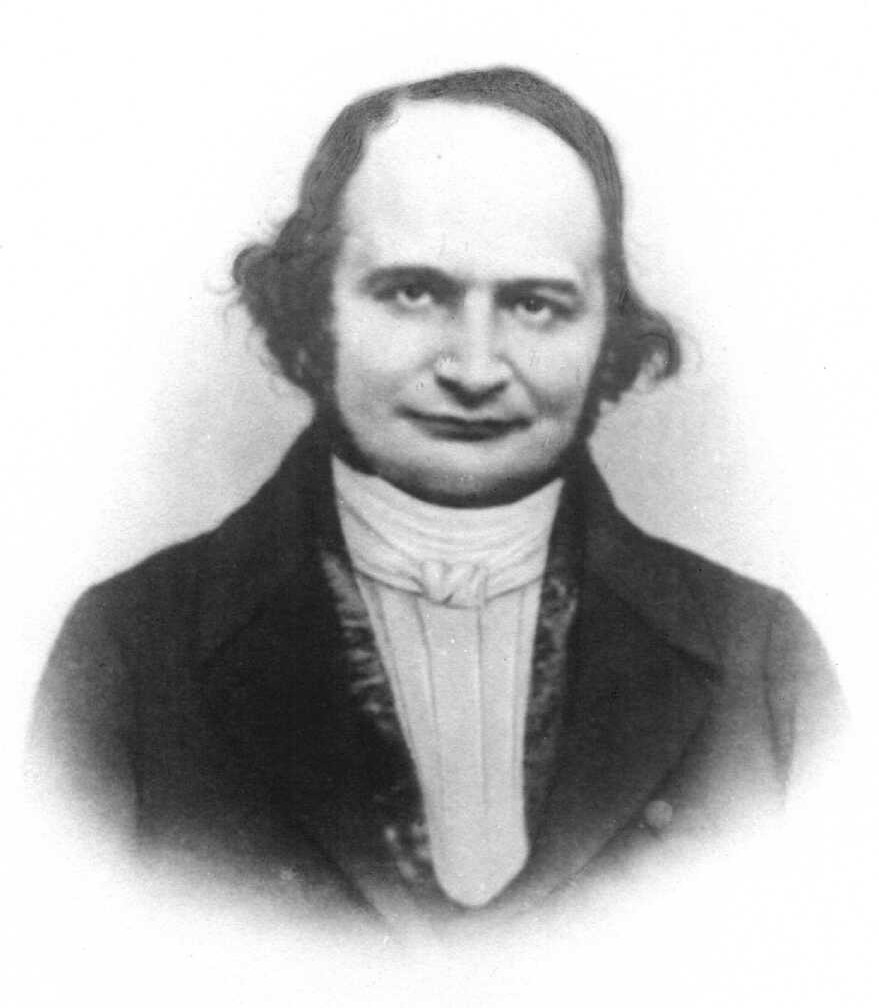
Carl Gustav Jacob Jacobi († 1851)

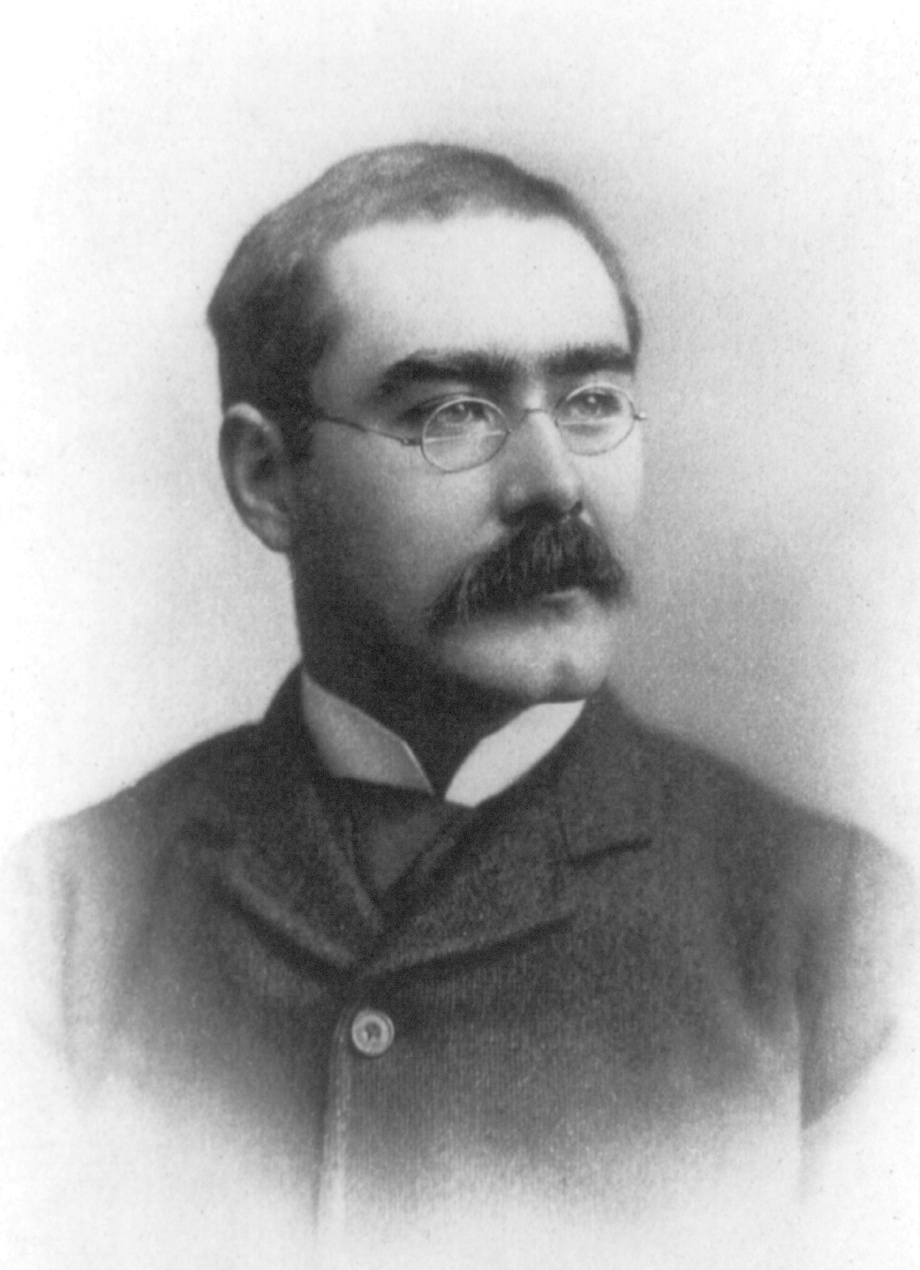
Rudyard Kipling († 1936)

- 1253 – Jindřich I. Kyperský, kyperský král (* 3. května 1217)
- 1256 – Marie Brabantská, bavorská vévodkyně (* 1226)
- 1270 nebo 1271 – Markéta Uherská, uherská princezna a řeholnice (* 27. ledna 1242)
- 1357 – Marie Portugalská, královna Kastilie, Leónu a Galície (* 1313)
- 1367 – Petr I. Portugalský, portugalský král (* 19. května 1320)
- 1547 – Pietro Bembo, italský renesanční spisovatel (* 20. května 1470)
- 1586 – Markéta Parmská, místodržitelka Nizozemí (* 5. července 1522)
- 1623 – Kara Davud Paša, osmanský velkovezír v roce 1622 (* 1570)
- 1650 – Matteo Rosselli, italský barokní malíř (* 8. srpna 1578)
- 1677 – Jan van Riebeeck, zakladatel Kapského Města (* 21. dubna 1619)
- 1761 – Karel Josef Habsbursko-Lotrinský, syn Marie Terezie (* 1. února 1745)
- 1851 – Carl Gustav Jacob Jacobi, pruský matematik (* 10. prosince 1804)
- 1862 – John Tyler, 10. prezident USA (* 29. března 1790)
- 1873 – Edward Bulwer-Lytton, anglický spisovatel a politik (* 25. května 1803)
- 1875 – Oscar Gustave Rejlander, švédský fotograf (* 1813)
- 1878 – Antoine César Becquerel, francouzský fyzik (* 8. března 1788)
- 1881
  - Adolph Wegelin, německý malíř (* 24. listopadu 1810)
  - Auguste Mariette, francouzský archeolog a egyptolog (* 11. února 1821)
- 1886 – Josef Tichatschek, drážďanský operní pěvec českého původu (* 11. července 1807)
- 1889 – Emanuel Heinrich Komers, rakouský ministr spravedlnosti (* 20. prosince 1810)
- 1890 – Amadeus I. Španělský, španělský král (* 30. května 1845)
- 1892
  - Luis Alfonso y Casanovas, španělský spisovatel a novinář (* 1. června 1845)
  - Karel Salvátor Rakousko-Toskánský, arcivévoda rakouský (* 30. dubna 1839)
- 1900 – Marcus Selmer, norský fotograf (* 6. října 1819)
- 1906 – Ivan Babuškin, ruský revolucionář (* 3. ledna 1873)
- 1909 – Robert Hausmann, německý violoncellista, hudební skladatel, editor a pedagog (* 13. srpna 1852)
- 1915 – Štefan Furdek, slovenský novinář, spisovatel a národní buditel (* 2. září 1855)
- 1919
  - Ludvík Viktor Habsbursko-Lotrinský, rakouský arcivévoda (* 15. května 1842)
  - Jan Britský, syn britského krále Jiřího V. (* 12. července 1905)
- 1924 – Nikolaj Ťutčev, ruský revolucionář (* 10. srpna 1856)
- 1925 – John Ellis McTaggart, anglický filozof (* 3. září 1866)
- 1929 – Maurice Bouchor, francouzský básník, dramatik a sochař (* 18. listopadu 1855)
- 1936 – Rudyard Kipling, britský spisovatel, nositel Nobelovy ceny (* 30. prosince 1865)
- 1939 – Ivan Mozžuchin, ruský filmový herec (* 8. října 1889)
- 1941 – Bernard Parker Haigh, britský inženýr a profesor aplikované mechaniky (* 8. července 1884)
- 1943 – Pravoslav Řídký, československý důstojník v Británii (* 9. května 1907)
- 1956 – Konstantin Päts, poslední prezident meziválečného Estonska (* 23. února 1874)
- 1978 – John Lyng, premiér Norska (* 22. srpna 1905)
- 1980 – Cecil Beaton, anglický fotograf, scénograf a kostýmní výtvarník (* 14. ledna 1904)
- 1982 – Chuang Sien-fan, čínský historik, etnolog a antropolog (* 13. listopadu 1899)
- 1985 – Mordechaj Bentov, izraelský novinář a politik (* 28. března 1900)
- 1986 – Eugen Ray, východoněmecký sprinter (* 26. července 1957)
- 1987 – Renato Guttuso, italský malíř (* 26. prosince 1911)
- 1993 – Václav Šprungl, česko-švýcarský malíř (* 1. listopadu 1926)
- 1995 – Adolf Butenandt, německý biochemik, nositel Nobelovy ceny (* 24. března 1903)
- 1996 – Leonor Fini, italská malířka a grafička (* 30. srpna 1918)
- 2000 – Július Lenko, slovenský básník a překladatel (* 10. prosince 1914)
- 2010 – Kate McGarrigleová, kanadská zpěvačka a akordeonistka (* 6. února 1946)
- 2011 – Sargent Shriver, americký politik (* 9. listopadu 1915)
- 2015 – Dallas Taylor, americký bubeník (* 7. duben 1948)
- 2022 – Francisco Gento, španělský fotbalista (* 21. října 1933)

## Svátky

### Česko
- Vladislav, Vladislava
- Priscila, Priska
- Severín

### Liturgický kalendář
- Panna Marie, Matka jednoty křesťanů[1]

## Pranostiky

### Česko
- Na svatého Priska pod saněmi píská.
- Na osmnáctého chlastu dosti, na Silvestra povinnosti

| 18. leden v pražském KlementinuÚdaje jsou platné k 8. 7. 2025. | 18. leden v pražském KlementinuÚdaje jsou platné k 8. 7. 2025. | 18. leden v pražském KlementinuÚdaje jsou platné k 8. 7. 2025. |
| minimum                                                        | denní průměr                                                   | maximum                                                        |
| -------------------------------------------------------------- | -------------------------------------------------------------- | -------------------------------------------------------------- |
| −18,0 °C (1942)                                                | −1,1 °C (od 1961)                                              | 15,4 °C (2007)                                                 |